# Apavatn
Apavatn – jezioro na południowym zachodzie Islandii, o powierzchni około 13 km².